# Teresa Palczewska
Teresa Palczewska, nom d'épouse Markowska, est une actrice et danseuse polonaise née le 15 novembre 1805 à Steklinek et morte le 22 août 1858 à Varsovie.

## Biographie
Teresa Palczewska naît le 15 novembre 1805. Ses deux sœurs sont Agnieszka Palczewska et Antonina Palczewska.
Dans les années 1820-1834, elle est actrice au Théâtre national, puis se produit dans les théâtres de Cracovie, Lviv, Kalisz et ailleurs. Elle apparaît dans des ballets, joue des rôles comiques et dramatiques (par exemple, le rôle-titre dans La Pucelle d'Orléans de Friedrich Schiller).

## Vie privée
Le 5 juillet 1849, elle épouse Maciej Markowski, un fonctionnaire du département technique de l'Heroldia du Royaume de Pologne.